# Raión de Chornuji
Chornujy (en ucraniano: Чорнухинський район) fue un raión o distrito de Ucrania en el óblast de Poltava. En la reforma territorial de 2020, su territorio fue incluido en el raión de Lubný.
Comprendía una superficie de 682 km².
La capital era el asentamiento de tipo urbano de Chornujy.

## Demografía
Según estimación 2010 contaba con una población total de 12988 habitantes.

## Otros datos
El código KOATUU es 5325100000. El código postal 37100 y el prefijo telefónico +380 5340.